# Monroe (Louisiana)
Monroe è una città degli Stati Uniti d'America, capoluogo della parrocchia civile di Ouachita, nello Stato della Louisiana.
Il nome della città deriva da James Monroe, quinto presidente degli Stati Uniti d'America.
Monroe sorge sulle rive del fiume Ouachita, nel nord-est della Louisiana. Al di là del fiume c'è una cittadina più piccola, West Monroe, con la quale forma un'unica area metropolitana.